# Ninja rocks
Les Ninja rocks sont des tessons de bougies d'allumage. Ils sont fabriqués à partir du matériau céramique trouvé dans les bougies. Ils peuvent être formés simplement en brisant le céramique de la bougie avec un marteau ou un autre outil percuteur. Les Ninja rocks permettent de rapidement et presque silencieusement découper le verre des fenêtres de la plupart des voitures, et deviennent l'outil de prédilection  pour fracturer les automobiles  ou commettre des vandalismes. Ils n'ont pas de véritable association avec les Ninjas ou le Ninjutsu, mais ils sont ainsi nommés en raison de leur fonction "silencieuse et mortelle" lors des cambriolages.

## Fonction
Le verre trempé, utilisé pour fabriquer les fenêtres latérales des véhicules est fabriqué avec une contrainte de compression très élevée de la surface, et une contrainte de traction interne élevée, ce qui lui donne la force et la durabilité, mais ont pour effet de la briser brusquement en milliers de petits morceaux quand il se casse. 
Le résultat est que le tesson déchiqueté de céramique dur crée une petite égratignure dans le verre, qui ensuite se propage rapidement à travers toute la pièce de verre, la tension interne étant relâchée. Le verre se brise ensuite en plusieurs petits morceaux. Toutefois, cela est inefficace contre les pare-brises, car ils sont conçus à partir d'un autre type de verre de sécurité.

## Légalité
En Californie depuis de 2003, les ninja rocks sont explicitement mentionnées comme outils de cambriolage, et leur possession avec l'intention de cambrioler est un délit passible de six mois dans la prison du comté et/ou d'une amende allant jusqu'à 1000 dollars américains. les dossiers juridiques n'utilisent pas l'expression "Ninja rocks", mais plutôt des périphrases telles que « éclats ou morceaux de céramique ou porcelaine de bougie d'allumage ».